# فوي إيفانز
فوي إيفانز هو سياسي أمريكي، ولد في 7 نوفمبر 1919، وتوفي في 14 مارس 2008.